# Андрей, Андрея
Андрея Джорджиана Андрей (рум. Andreea Georgiana Andrei, род.15 декабря 1988) — румынская фехтовальщица-рапиристка, призёр чемпионата мира и чемпионатов Европы в командных турнирах

## Биография
Родилась в 1988 году. В 2005 году стала обладательницей серебряной медали чемпионата мира и бронзовой медали чемпионата Европы. В 2006 году стала обладательницей серебряной медали чемпионата Европы.